# Tobin Sprout
Tobin Sprout (Dayton, 28 april 1955) is een Amerikaanse muzikant, grafisch ontwerper en kunstschilder. Hij werd bekend als gitarist en songwriter voor Guided by Voices. In 1996 begon hij zijn solocarrière op te bouwen. Een jaar later verliet hij de band.

## Discografie

### Albums
- Carnival boy, 1996
- Moonflower plastic (welcome to my wigwam), 1997
- Let's welcome the circus people, 1999
- Lost planets & phantom voices, 2003
- The bluebirds of happiness tried to land on my shoulder, 2010
- The universe & me, 2017
- Empty horses, 2020

### Ep's
- Popstram, 1996
- Wax nails, 1998
- Sentimental stations, 2002

### Singles
- Let go of my beautiful balloon, 2001